# Крыловидно-нёбная ямка
Крыловидно-нёбная ямка, крылонёбная ямка (лат. fossa pterygopalatina) — щелевидное пространство в латеральных отделах черепа. Расположена в подвисочной области, сообщается со средней черепной ямкой, глазницей, полостью носа, ротовой полостью и наружным основанием черепа.

## Границы
Границами крылонёбной ямки являются:
- верхняя граница: верхнечелюстная поверхность большого крыла клиновидной кости;
- передняя граница: верхнемедиальные отделы подвисочной поверхности верхней челюсти;
- задняя граница: крыловидный отросток и часть передней поверхности большого крыла клиновидной кости;
- медиальная граница: наружная поверхность перпендикулярной пластинки нёбной кости;
- латеральная граница: крыловидно-верхнечелюстная щель;
- нижняя граница: часть дна ямки сформирована пирамидальным отростком нёбной кости.

## Сообщение с другими полостными образованиями черепа
| Направление    | Путь                                                        | Полость черепа                               |
| Кзади и кверху | круглое отверстие (foramen rotundum)                        | Средняя черепная ямка                        |
| Кзади          | крыловидный канал (canalis pterygoideus)                    | Основание черепа в области рваного отверстия |
| Кпереди        | нижняя глазничная щель (fissura orbitalis inferior)         | Глазница                                     |
| Медиально      | клиновидно-нëбное отверстие (foramen sphenopalatinum)       | Полость носа                                 |
| Латерально     | крыловидно-верхнечелюстная щель (fissura pterygomaxillaris) | Подвисочная ямка                             |
| Книзу          | большой нёбный канал (canalis palatinus major)              | Ротовая полость, малые нёбные каналы         |

## Содержимое
Крылонёбная ямка содержит:
- крылонёбный узел, образованный ветвями верхнечелюстного нерва;
- терминальную треть верхнечелюстной артерии;
- верхнечелюстной нерв (вторая ветвь тройничного нерва) с крыловидным нервом (продолжением лицевого нерва)

## Изображения

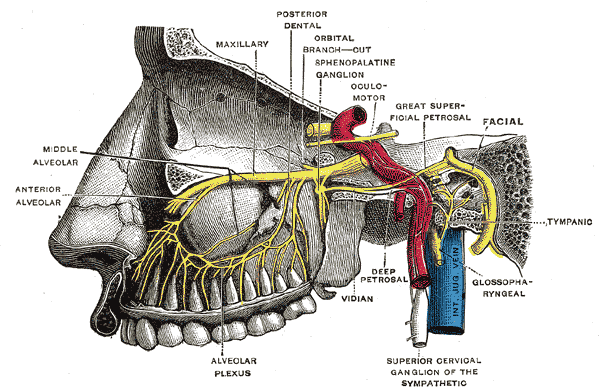
Альвеолярные ветви верхнечелюстного нерва и крылонёбный узел.
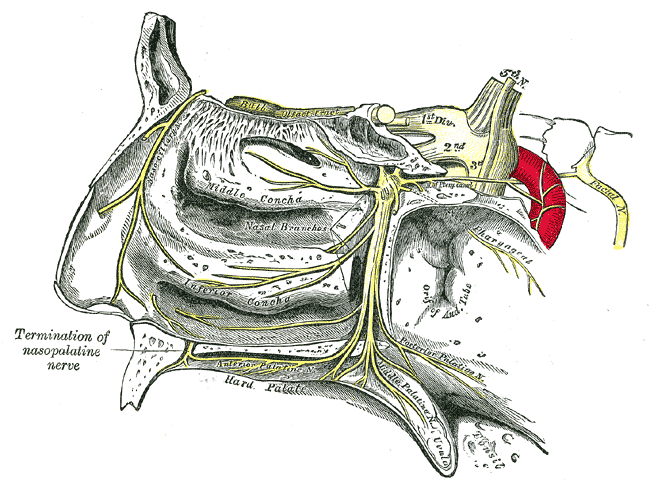
Крылонёбный узел и его ветви.
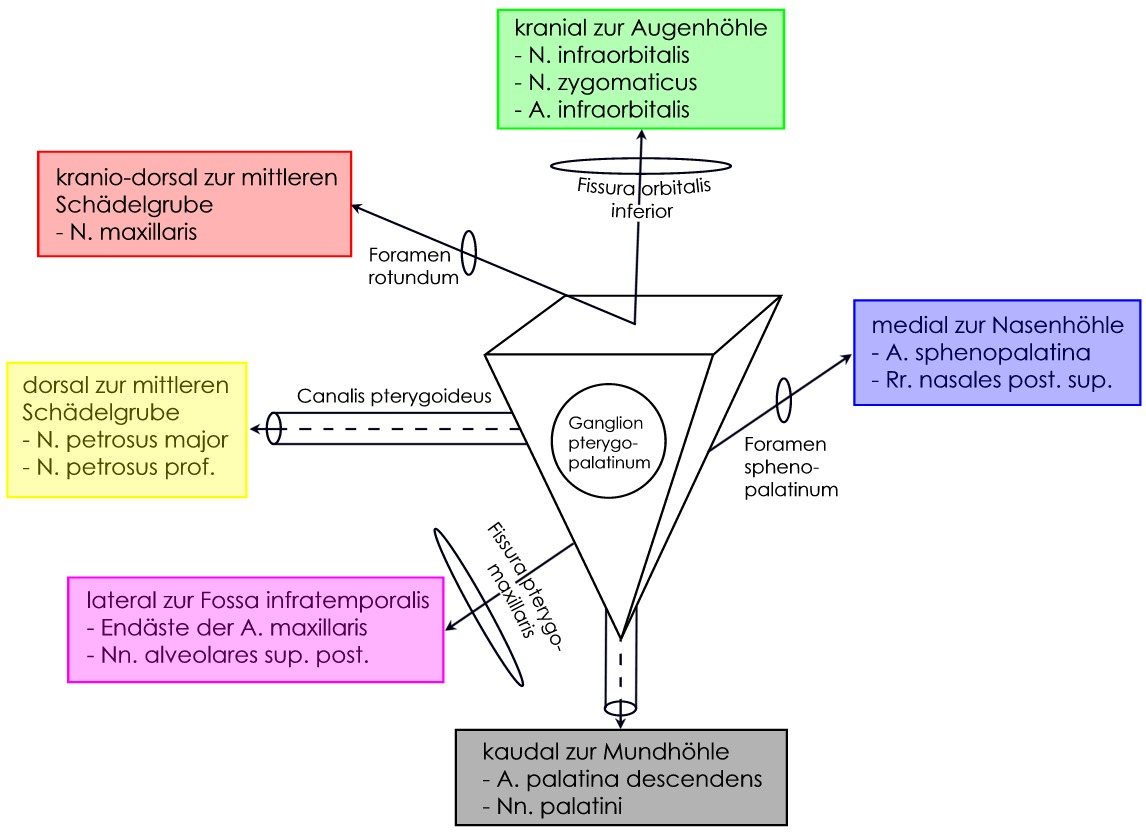
Крылонёбная ямка.